# Sarcophaga mehadiensis
Sarcophaga mehadiensis är en tvåvingeart som beskrevs av Bottcher 1912. Sarcophaga mehadiensis ingår i släktet Sarcophaga och familjen köttflugor.
Artens utbredningsområde är Rumänien. Inga underarter finns listade i Catalogue of Life.